# Amalia-Astroschool
De Amalia-Astroschool aan de Parkstraat 30 in Baarn is een gemeentelijk monument in Baarn in de provincie Utrecht. De school is sinds 1985 een samenvoeging van de hervormde lagere School, later Dr. P.V. Astroschool, en de Prinses Amaliaschool.
Op 10 maart 1909 wordt een voorlopig bestuur gekozen voor een school ‘die onvervreemdbaar aan de Hervormde Gemeente verbonden zou moeten zijn.’ In dat bestuur zit ook dokter P.V. Astro, naar wie de school veel later zal worden vernoemd. In de zomer van 1909 koopt het bestuur voor het bedrag van ƒ 6.800 ‘Bettys Cottage’ aan de Spoorstraat voor een schoolgebouw met zes lokalen voor ƒ 13.950 volgens het ontwerp van architect Koelewijn.
In 1910 wordt de nieuwe school in gebruik genomen. In 1928 komt een ulo-afdeling bij de school en wordt het gebouw met twee lokalen uitgebreid. Er vinden in die jaren daarna verschillende uitbreidingen van het gebouw plaats, onder andere met twee trappenhuizen en vijf leslokalen. Ook de glas-in-loodramen stammen uit die tijd. In 1940 betrekt de ulo een nieuw gebouw op het terrein. In 1939 wordt de school zelfstandig.
Bij het vijftigjarig bestaan in 1960 is de school genoemd naar P.V. Astro, de Baarnse huisarts, als waardering voor het vele werk dat hij als voorzitter van de school ruim veertig jaar verrichtte.
Zes jaar later vertrekt de mulo naar een nieuw pand aan de Vondellaan. Bij de verbouwing in 1980 wordt in overleg met de Inspecteur van het Lager Onderwijs besloten de ramen niet te vergroten. Hoewel ze volgens de toen geldende normen iets te klein zijn, weegt dit niet op tegen de kosten van vergroting en de afbreuk aan het buitenaanzicht van de school. Naast de school kwam een gemeentelijk gymnastieklokaal.

## Parkstraat
De straat heette vroeger Beukenlaantje en loopt slingerend door het centrum van Baarn en leidde naar het Prins Hendrikpark. G. Key bouwde de meeste villa's in de Parkstraat. Er staan landhuizen, villa's en een serviceflat. De loop van de straat wordt onderbroken door een later aangelegd schoolplein.